# Premio Ariel für den besten Film
Der Premio Ariel für den besten Film (spanisch: Ariel de Mejor Película) ist die höchste Auszeichnung für einen mexikanischen Film in Mexiko. Er wird seit 1947 von der Academia Mexicana de Artes y Ciencias Cinematográficas vergeben. 1947 fanden zwei Zeremonien für die Filmjahre 1946 und 1947 statt. In den Jahren 1953 (trotz Nominierungen) und 1983 wurden keine Preise für den besten Film vergeben. Zwischen 1959 und 1971 fanden generell keine Preisverleihungen statt.

## Preisträger
- 1947: La barraca
- 1947: Die Fackel der Liebe (Enamorada)
- 1948: Mexikanische Romanze (La perla)
- 1949: Rio Escondido (Río Escondido)
- 1950: Una familia de tantas
- 1951: Die Vergessenen (Los olvidados)
- 1952: Verbrecherische Hände (En la palma de tu mano)
- 1953: Keine Auszeichnung
- 1954: El niño y la niebla
- 1955: Los Fernández de Peralvillo
- 1956: Robinson Crusoe
- 1957: Mit einer Zeitung zugedeckt (El camino de la vida)
- 1958: Tizoc
- 1959–1971: Keine Preisveranstaltungen
- 1972: El águila descalza; Las puertas del paraíso; Tú, yo, nosotros (für die Episode „Nosotros“ von Jorge Fons)
- 1973: El castillo de la pureza; Mecánica nacional; Reed, México insurgente
- 1974: El principio
- 1975: La choca; La otra virginidad
- 1976: Actas de Marusia
- 1977: La pasión según Berenice
- 1978: El lugar sin límites; Naufragio
- 1979: Cadena perpetua
- 1980: El año de la peste
- 1981: Las grandes aguas
- 1982: Ora sí tenemos que ganar
- 1983: Keine Auszeichnung
- 1984: Bajo la metralla
- 1985: Frida Kahlo – Es lebe das Leben (Frida, naturaleza viva)
- 1986: Veneno para las hadas
- 1987: El imperio de la fortuna
- 1988: Mariana, Mariana
- 1989: Esperanza
- 1990: Goitia, un dios para sí mismo
- 1991: Rojo amanecer
- 1992: Bittersüße Schokolade (Como agua para chocolate)
- 1993: Cronos
- 1994: Principio y fin
- 1995: Midaq Alley (El callejón de los milagros)
- 1996: Sin remitente
- 1997: Cilantro y perejil
- 1998: Por si no te vuelvo a ver
- 1999: Bajo California: El límite del tiempo
- 2000: La ley de Herodes
- 2001: Amores Perros (Amores perros)
- 2002: Cuentos de hadas para dormir cocodrilos
- 2003: Die Versuchung des Padre Amaro (El crimen del padre Amaro)
- 2004: El misterio del Trinidad
- 2005: Mexican Kids – Temporada de patos (Temporada de patos)
- 2006: Mezcal
- 2007: Pans Labyrinth (El laberinto del fauno)
- 2008: Stilles Licht (Stellet Licht)
- 2009: Lake Tahoe
- 2010: Fünf Tage ohne Nora (Cinco días sin Nora)
- 2011: El Narco – Willkommen in der Drogenhölle (El infierno)
- 2012: Pastorela
- 2013: El Premio
- 2014: La jaula de oro
- 2015: Güeros
- 2016: Las elegidas
- 2017: La 4ª Compañía